# Centroina bondi
Centroina bondi är en spindelart som först beskrevs av Norman I. Platnick 2000.  Centroina bondi ingår i släktet Centroina och familjen Lamponidae. Inga underarter finns listade i Catalogue of Life.